# Quartier Saint-Vivien (Saintes)
Le quartier Saint-Vivien est l'un des quartiers historiques de la ville de Saintes, un chef-lieu d'arrondissement du département de la Charente-Maritime, dans le sud-ouest de la France. Séparé du quartier Saint-Pierre (centre-historique, classé secteur sauvegardé) par le « cours National », il abrite plusieurs monuments d'importance.

## Histoire

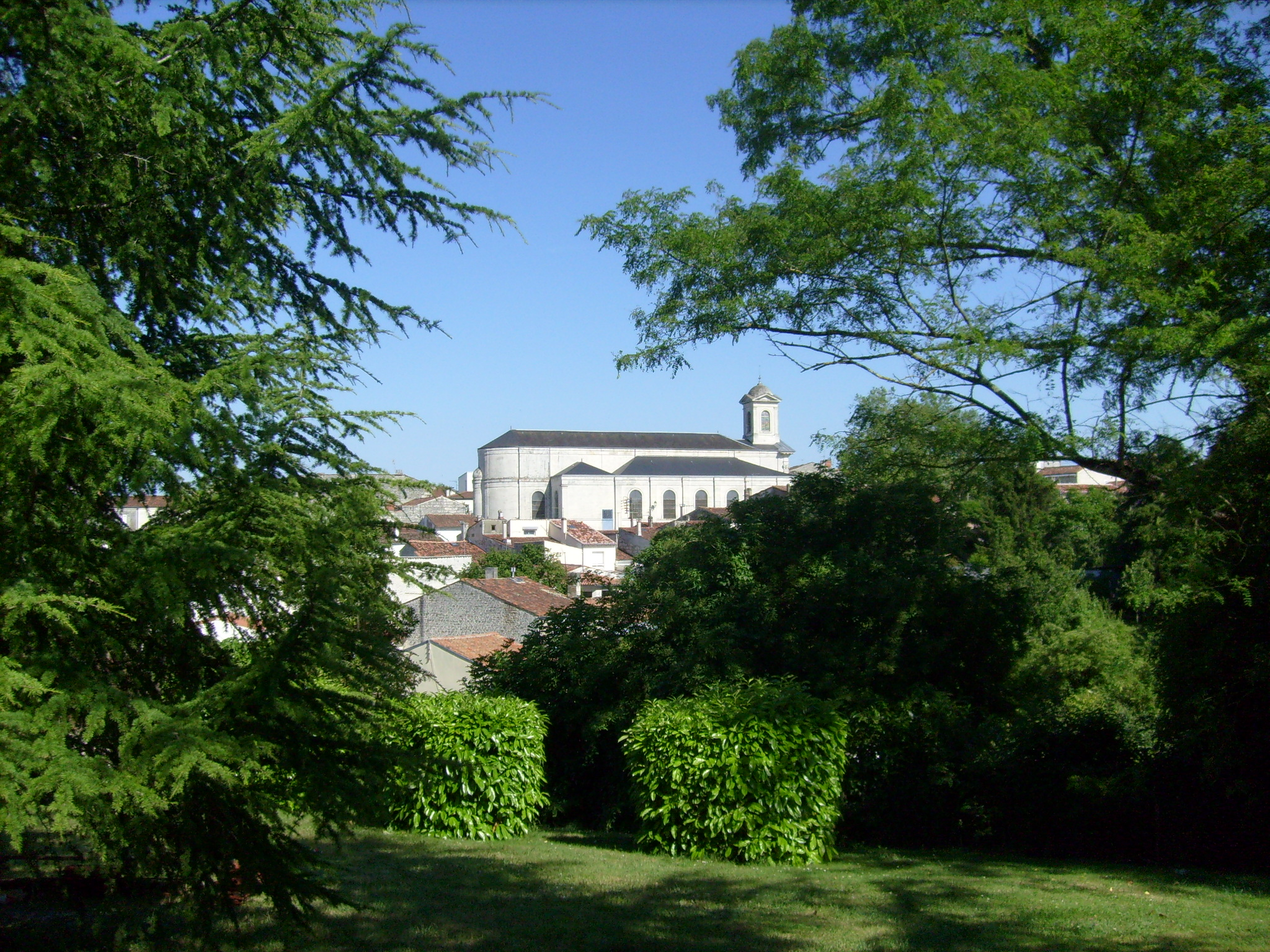
L'église Saint-Vivien donne son nom au quartier

### Un quartier au nord de la ville du Haut-Empire
L'urbanisation de ce quartier situé dans la partie septentrionale de l'agglomération antique débute sans doute durant le principat d'Auguste. De fait, des fouilles archéologiques ont permis la découverte de plusieurs tronçons de voies romaines se coupant à angle droit, caractéristique du plan orthogonal adopté dans de nombreuses agglomérations importantes de l'époque. De même, des vestiges d'habitations antiques ont été découverts en plusieurs lieux du quartier : ainsi d'une maison de maître ou « domus » mais surtout de plusieurs maisons plus modestes, constituées de murs et de cloisons en bois ou en terre montées sur des assises en pierre. 

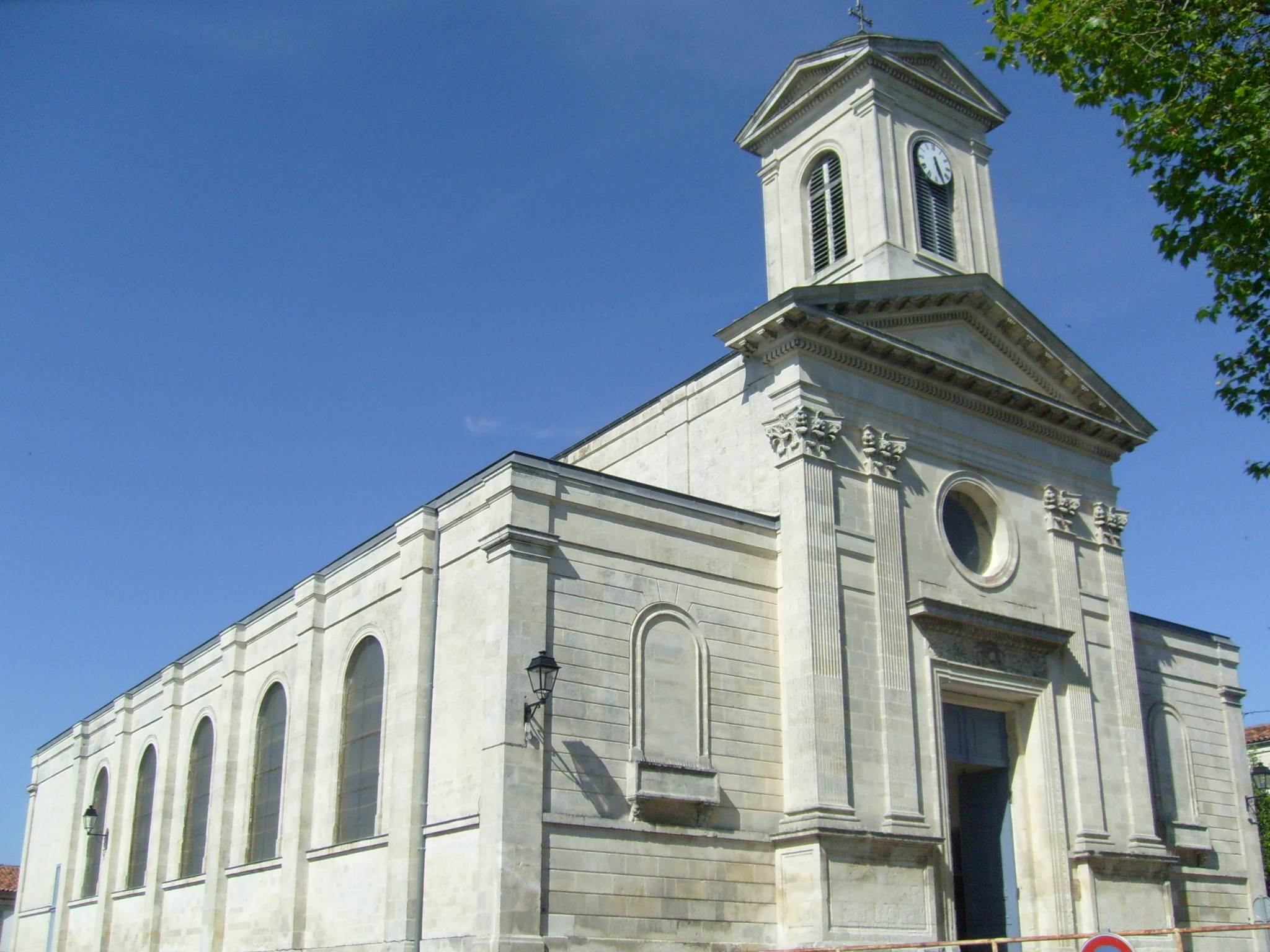
Façade de l'église Saint-Vivien de Saintes,

Des thermes sont implantés dans le quartier ultérieurement : il en subsiste des vestiges connus sous le nom de « thermes de Saint-Saloine », ce vocable étant hérité d'une ancienne église paléochrétienne aujourd'hui disparue.

### Le quartier au Bas-Empire
La construction de l'enceinte urbaine au IIIe siècle fait passer la superficie totale de l'agglomération de près de cent hectares à un peu plus de quinze. Le quartier, désormais « extra-muros », voit sa population décroître tandis que les habitations laissent la place à plusieurs nécropoles. Les thermes sont convertis en église - ce qui contribue à les préserver, du moins en partie - tandis qu'une basilique funéraire est élevée sur le tombeau de l'évêque Vivien, mort vers l'an 460.

### Le quartier à l'Epoque moderne
Le Moyen Âge voit se développer un faubourg autour des églises Saint-Saloine et Saint-Vivien. Toutes deux sont saccagées durant les guerres de religion, ce qui conduit à la reconstruction totale de l'église Saint-Vivien au début du XVIIe siècle. Peu après, la politique de Contre-Réforme menée par le roi Louis XIII conduit à l'implantation sur le plateau du séminaire des pères de la mission, l'actuel collège René Caillé. Le site de l'actuel palais de justice est quant à lui occupé par le couvent des cordeliers. Dans la seconde partie du XVIIIe siècle, le faubourg voit la création d'une école de chirurgie, laquelle témoigne de la vie intellectuelle de la cité à l'époque des Lumières.

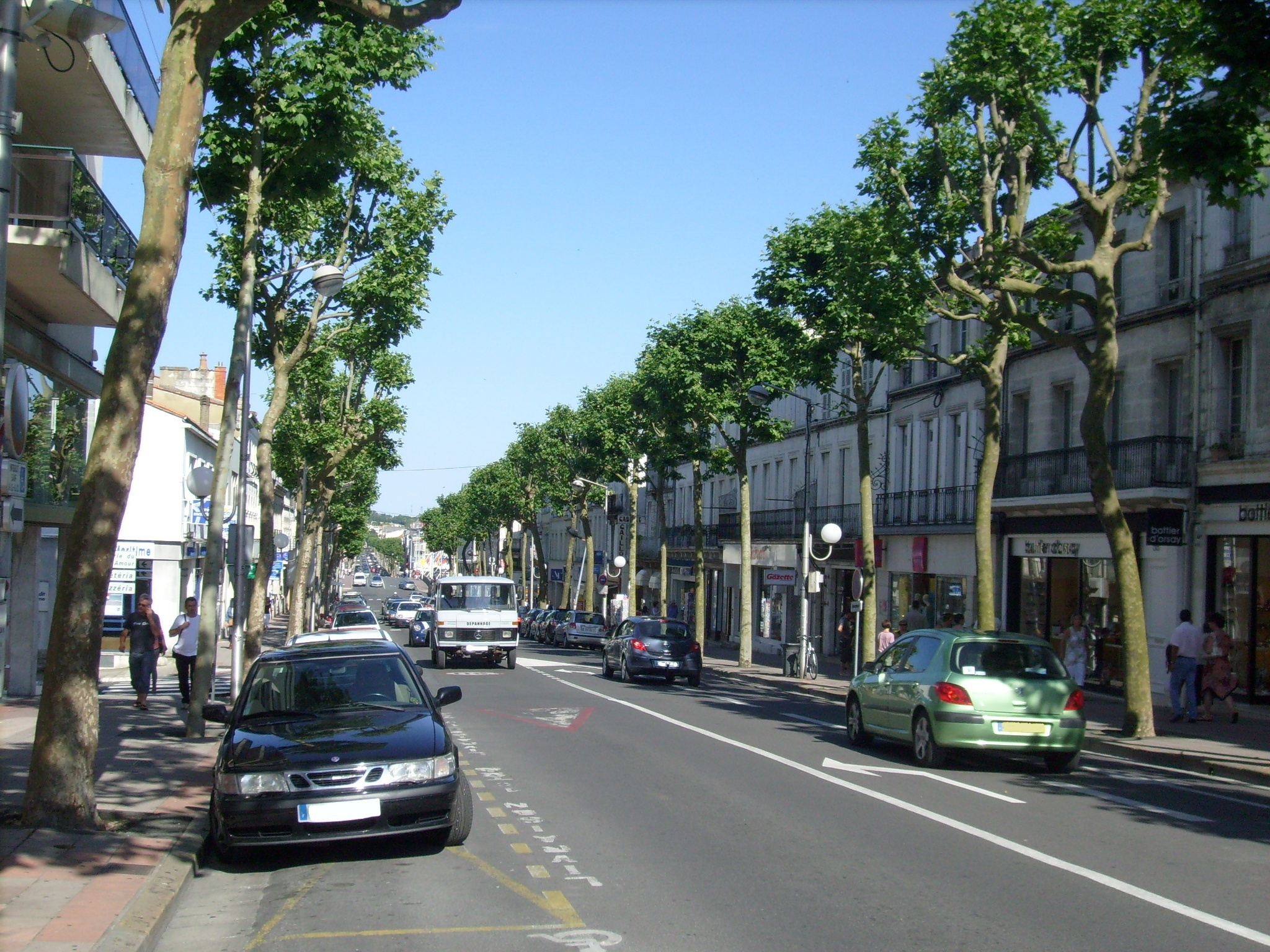
Le cours national sépare les quartiers Saint-Vivien et Saint-Pierre

L'enceinte urbaine qui séparait la ville du faubourg est démantelée par l'intendant Guéau de Reverseaux au XVIIIe siècle.

### Le quartier auXIXesiècle
Les fossés qui entouraient les remparts dans leur partie nord sont comblés et aménagés en un boulevard rectiligne, le futur « cours national ». Ce dernier est ouvert en 1817. Sous le Second Empire, des édifices monumentaux sont inaugurés, tels le palais de justice ou le théâtre, tandis que s'élèvent des immeubles cossus le long de cet axe majeur de la ville nouvelle.
La partie la plus septentrionale du quartier voit l'implantation d'une distillerie de Cognac dans la seconde moitié du XIXe siècle. Témoignage de la prospérité des négociants en eau-de-vie à cette époque, le château Rouyer-Guillet est en fait une maison bourgeoise édifiée en 1882 par l'architecte Marc-Alexandre-Eustase Rullier. Une halte-nautique a été aménagée il y a quelques mois sur les rives de la Charente, la « halte de Port-Larousselle ».
À l'extrême nord du quartier, la « rue des Santones » marque la séparation avec le quartier de la Fenêtre.